# Кулаб Сайпрадит
Кулаб Сайпрадит (тайск.: กุหลาบ สายประดิษฐ์; 31 марта 1905 года — 16 июня 1974 года, Бангкок, Таиланд) — один из ведущих тайских романистов XX века, политический активист. Публиковал свои произведения под псевдонимом Сибурапа (тайск.: ศรีบูรพา).

## Детство, юношество, образование
Кулаб Сайпрадит родился 5 апреля 1905 года в Бангкоке в семье мелкого торговца. Получил образование в элитной школе Депсирин. Тем не менее, нельзя сказать, что семья Кулаба входила в число обеспеченных. Его отец умер, когда Кулаб был совсем малышом. Мать работала портнихой, а сестра занималась классическими танцами. Они упорно трудились, чтобы обеспечить мальчику хорошее будущее.
В юношестве увлекался журналистикой. В 1928 году опубликовал свое первое произведение — роман «Подросток» (тайск.:ลูกผู้ชาย). В 1932 году Кулаб заканчивает роман «Борьба за жизнь» (тайск.: สงครามชีวิต). В 1934 году Кулаб провел три месяца в монастыре. В 1935 году женился на своей девушке Чанит. Жена поддерживала Кулаба в его творческой и общественной деятельности. В 1936 г. Кулаб Сайпрадит уехал на учёбу в Японию. Вернувшись на родину с массой новых впечатлений, писатель вместе с женой Чанит переводит на тайский язык западноевропейскую художественную литературу и публицистику.

## Карьера и общественная деятельность
В 1939 году Кулаб снова начал писать журналистские статьи. В 1940 году был опубликован его роман «Оборотная сторона» (тайск.: ข้างหลังภาพ), а в 1950 году — повесть «До новой встречи» (тайск.: จนกว่าเราจะพบกันอีก) и ряд рассказов, в которых писатель изобразил трудную жизнь простых людей. В этих произведениях он рассматривает проблему «маленького человека» и утверждает его право на образование‚ на вознаграждение за труд и т. д. В 1944 году Кулаб был избран президентом Тайской газетной ассоциации. В 1947 году Кулаб вместе с женой отправился в Австралию, где они занимались изучением политологии. Вернувшись в Таиланд, Кулаб открыл собственное издательство.
После Второй мировой войны Кулаб Сайпрадит становится активным борцом за демократию. В 1952 г. он был избран заместителем председателя Всетаиландского комитета защиты мира и членом Всемирного Совета Мира. В 1952 году Кулаб выступал против Корейской войны, требовал отмены цензуры. В том же году он отправился в Исан (район на северо-востоке Таиланда, считается самым бедным районом страны), где вел пропаганду против диктаторского режима. Чтобы выразить поддержку жителям Исана, раздавал еду и одежду нуждающимся.
В эти годы Кулаб Сайпрадит много времени посвящает активному участию в общественной жизни страны. Тем не менее, он так же активно продолжает заниматься литературным творчеством. Самыми яркими произведениями того периода считаются: рассказы «Деньги и труд» и «Дядюшка Пром с острова Лой», новелла «Айну сбивается с пути». Кроме того, в эти годы он занимался переводом романа Максима Горького «Мать» на тайский язык.
В 1955 году Кулаб Сайпрадит закончил роман «Лицом в будущее» (тайск.: แลไปข้างหน้า). Герой этой книги деревенский мальчик Чанта служит в доме у богатого аристократа из Бангкока. Хозяин определяет его в привилегированную школу, чтобы Чанта мог одновременно прислуживать сыну аристократа, который учился в этой школе. Ещё в детстве от своего деревенского учителя Чанта слышал, что «маленький человек должен почтительно кланяться». Мальчика переполняет чувство благодарности к тем, кто дал ему возможность учиться в этой школе. Прекрасной и невероятно далекой кажется Чанте жизнь учащихся этой школы. Он убежден, что уделом таких бедняков, как он, может быть только упорный и тяжелый труд. Но постепенно из разговоров со своим новым другом Нитатом, устами которого автор философски оценивает социальную действительность, Чанта начинает осознавать, что бедные люди имеют такое же право, как и богатые, на образование‚ вознаграждение, уважение. Автор пытается открыть глаза читателю на существующую несправедливость.
В 1952 году Кулаб Сайпрадит был арестован за деятельность в защиту мира. Согласно существовавшему в Таиланде антикоммунистическому закону писателя осудили на 20 лет тюремного заключения. Тем не менее, в 1957 году под давлением общественности Сайпрадита освободили под залог. В том же году Кулаб Сайпрадит в составе делегации таиландских писателей посетил СССР: писатель выступил с докладом о развитии литературы Таиланда на Ташкентской конференции писателей стран Азии и Африки.
Выступая на конференции писателей стран Азии и Африки в Ташкенте Кулаб Сайпрадит сказал: «После Второй мировой войны тайская литература сделала большой шаг вперед. Идее „искусство для искусства“ писатели противопоставили идею „искусство ради жизни“. На эту тему прошли многочисленные дискуссии. Было написано много романов, в которых получила отражение новая философия литературы… В некоторых произведениях впервые показана жизнь рабочих и крестьян. Бедность представляется как социальная проблема. В новой литературе разоблачаются несправедливость, эксплуатация, угнетение и нравственная испорченность нынешнего общества… В ней также указывается путь к лучшей жизни. Новая литература переживает ещё младенческое состояние, тем не менее она является как бы маленьким маяком, показывающим путь к служению литературы интересам трудящихся».

## Жизнь в ссылке
Пока Кулаб выступал на конференции в Ташкенте, в Таиланде произошел переворот: все члены делегации, вернувшиеся в Таиланд после участия в конференции, были арестованы. Кулаб решил остаться в Китае: читал лекции по тайской литературе в Пекинском университете, работал на тайском радио в Китае. Кулаб Сайпрадит скончался от плеврита в Пекине в 1974 году.

## Наследие
В 2005 году Ассоциация тайских писателей организовала празднование 100 лет со дня рождения Кулаба Сайпрадита.